# ジュゼッペ・ガルデリシ
ジュゼッペ・ガルデリシ（Giuseppe Galderisi、1963年3月22日 - ）は、イタリア出身の元同国代表の元サッカー選手。ポジションはFW。ストライカーもしくはウイングとしてプレーした。

## 経歴
1980-81シーズン、ユヴェントスFCの選手として、1980年11月9日にペルージャ戦において17歳にしてプロデビュー。1981-82シーズン、1982年1月3日のウディネーゼ戦で初得点を決めるなど、リーグ戦16試合に起用され、6得点を決め、セリエA制覇に貢献した。1983-84シーズンにエラス・ヴェローナFCに移籍、このシーズンの公式戦43試合で13得点を記録した。翌1984-85シーズン、リーグ戦29試合で11得点を決めて、エルケーアらと共にヴェローナにセリエA初優勝をもたらした。その後、 ACミラン、SSラツィオでは怪我で活躍出来なかった。1989年にパドヴァに移籍、1994年にチームのセリエA昇格に貢献した。
イタリア代表では、U-21代表を経て、1985年6月2日のメキシコ戦でA代表デビュー。1986年のワールドカップ・メキシコ大会での4試合を含む10試合に出場した。

## 所属クラブ
- 1980年-1983年  ユヴェントスFC
- 1983年-1986年  エラス・ヴェローナFC
- 1986年-1987年  ACミラン
- 1987年-1988年  SSラツィオ
- 1989年  エラス・ヴェローナFC
- 1989年-1995年  カルチョ・パドヴァ
- 1996年  ニューイングランド・レボリューション
- 1996年-1997年  タンパベイ・ミューティニー
- 1997年  ニューイングランド・レボリューション

## 指導経歴
- 2000年-2001年  ASグッビオ1910
- 2001年-2002年  クレモネーゼ
- 2002年-2003年  ジュリアノーヴァ・カルチョ
- 2005年  ASヴィベルベーゼ・カルチョ
- 2005年-2006年  USサンベネデッテーゼ
- 2006年-2007年  USアヴェッリーノ
- 2008年-2009年  ペスカーラ・カルチョ
- 2009年-2010年  ACアレッツォ
- 2010年-2011年  ベネヴェント・カルチョ
- 2011年-2012年  USトリエスティーナ
- 2012年  USサレルニターナ1919
- 2014年  SCオリャネンセ
- 2014年-2015年  ASルッケーゼ・リベルタス1905
- 2016年-2017年  ASルッケーゼ・リベルタス1905
- 2018年-2019年  ASグッビオ1910
- 2020年  ヴィス・ペーザロ・ダル1898
- 2021年-2022年  マントヴァ1911

## タイトル

### 選手時代
ユヴェントスFC
- セリエA:2回（1980-81、1981-82）
- コッパ・イタリア:1回（1982-83）

エラス・ヴェローナFC
- セリエA:1回（1984-85）